# Ecuación del cohete de Tsiolkovski

Relación de la masa del cohete y su velocidad final calculadas a partir de la ecuación del cohete

La ecuación del cohete de Tsiolkovski considera el principio del cohete: un aparato que puede acelerarse a sí mismo (empuje) expulsando parte de su masa a alta velocidad en el sentido opuesto a la aceleración obtenida debido a la conservación de la cantidad de movimiento.
La ecuación lleva el nombre del científico ruso Konstantín Tsiolkovsky que, de forma independiente, la derivó y publicó en su obra de 1903.

## Introducción

### Un volumen de control que pierde masa
Considerando un dispositivo, un cohete, por ejemplo, que en un momento dado tiene una masa {\displaystyle m} y que se desplaza hacia delante con una velocidad {\displaystyle v}, en ese mismo instante, el dispositivo expele la cantidad de masa {\displaystyle m_{e}} con una velocidad de flujo {\displaystyle v_{e}}. El volumen de control incluirá tanto la masa {\displaystyle m} del dispositivo como la masa expelida {\displaystyle m_{e}}.
Durante el tiempo dt, su velocidad se incrementa de v a v+ dv puesto que una cantidad de masa {\displaystyle dm_{e}} ha sido expulsada y por tanto se incrementó el escape. Este incremento de la velocidad hacia delante, sin embargo, no cambia la velocidad {\displaystyle v_{e}} de la masa expelida, como lo vería un espectador fijo, puesto que la masa se mueve a una velocidad constante una vez que ha sido expulsada. Los impulsos son creados por ( {\displaystyle \textstyle \sum F_{cv}} ) la cual representa la resultante de todas las fuerzas externas, como resistencia al avance y peso, que actúan en el volumen de control en la dirección del movimiento.
Esta resultante de fuerzas no incluye la fuerza que impulsa al volumen de control hacia delante, puesto que esta fuerza(llamada empuje) es interna al volumen de control; es decir, el empuje actúa con magnitud igual pero dirección opuesta en la masa m del dispositivo y la masa expelida {\displaystyle m_{e}}.
Al aplicar el principio de impulso y cantidad de movimiento al volumen de control tenemos:
{\displaystyle \sum F_{cv}=-v{\frac {\partial {m_{e}}}{\partial {t}}}+m{\frac {\partial {v}}{\partial {t}}}-{\frac {\partial {m_{e}}}{\partial {t}}}dv-{\frac {\partial {v_{e}}}{\partial {t}}}dm_{e}}
La velocidad del dispositivo puede escribirse como:
{\displaystyle \sum F_{cv}=m{\dfrac {dv}{dt}}-v_{D/e}{\dfrac {dm_{e}}{dt}}}
Aquí el término {\displaystyle dm_{e}/dt} representa la tasa a la cual se expulsara la masa.

### Expresión de Tsiolkovski
La expresión de Tsiolkovski expresa que para cualquier maniobra o viaje que incluya maniobras:

{\displaystyle \Delta v=v_{e}\ln {\frac {m_{0}}{m_{1}}}}

o equivalentemente:

{\displaystyle m_{1}=m_{0}e^{-\Delta v\ /v_{e}},\qquad m_{0}=m_{1}e^{\Delta v\ /v_{e}}}

donde:
- {\displaystyle m_{0}\,} es la masa total inicial.
- {\displaystyle m_{1}\,} la masa total final
- {\displaystyle v_{e}\,} la velocidad de los gases de salida con respecto al cohete (impulso específico).

Por otro lado el término:

{\displaystyle 1-{\frac {m_{1}}{m_{0}}}=1-e^{-\Delta v\ /v_{e}}}

es la fracción de masa (la parte de la masa total inicial que se utiliza para propulsar el cohete).
{\displaystyle \Delta v} (delta-v) es el resultado de integrar en el tiempo la aceleración producida por el uso del motor del cohete (no la aceleración debida a otras fuentes como rozamiento o gravedad). En el caso típico de aceleración en el sentido de la velocidad, es el incremento de la velocidad. En el caso de aceleración en el sentido contrario (desaceleración) es el decremento de la velocidad. La gravedad y el rozamiento cambian también la velocidad pero no forman parte de delta-v. Por ello, delta-v no es simplemente el cambio en la velocidad. Sin embargo, el empuje se aplica en corto tiempo, y durante ese periodo las otras fuentes de aceleración pueden ser despreciables, así que la delta-v de un momento determinado puede aproximarse al cambio de velocidad. La delta-v total puede ser simplemente añadida, aunque entre momentos de propulsión la magnitud y cantidad de velocidad cambia debido a la gravedad, como por ejemplo en una órbita elíptica.
La ecuación se obtiene integrando la ecuación de conservación del momento lineal.

{\displaystyle mdv=v_{e}dm}

para un cohete simple que emite masa a velocidad constante (la masa que se emite es {\displaystyle dm}).
Aunque es una simplificación extrema, la ecuación del cohete muestra lo esencial de la física del vuelo del cohete en una única y corta ecuación. La magnitud delta-v es una de las cantidades más importantes en mecánica orbital que cuantifica lo difícil que es cambiar de una trayectoria a otra.
Claramente, para conseguir un Δv elevado, debe ser {\displaystyle m_{0}} elevada (crece exponencialmente con delta-v), o {\displaystyle m_{1}} debe ser pequeña, o {\displaystyle v} debe ser elevada, o una combinación de estos.
En la práctica, esto se consigue con cohetes muy grandes (aumentando {\displaystyle m_{0}}), con varias etapas (decrementando {\displaystyle m_{1}}), y cohetes con combustibles con velocidades de escape muy elevadas. Los cohetes Saturno V utilizados en el Proyecto Apolo y los motores de iones usados en sondas no tripuladas de larga distancia son un buen ejemplo de esto.
La ecuación del cohete muestra un «decaimiento exponencial» de masa, pero no como función del tiempo, sino conforme a mientras se produce la Δv. La Δv que corresponde a la «vida media» es {\displaystyle v_{e}\ln 2\approx 0,693v_{e}}.
Esta ecuación había sido derivada antes por el matemático británico William Moore en 1813.

## Etapas
En el caso de cohetes de varias etapas, la ecuación se aplica a cada etapa, y en cada etapa la masa inicial del cohete es la masa total del cohete después de dejar la etapa anterior y la masa final es la del cohete justo antes de dejar la etapa que se está calculando. El impulso específico para cada etapa puede ser diferente. Por ejemplo, si el 80% de la masa es el combustible de la primera etapa y el 10% es masa en vacío de la primera etapa y el 10% es el resto del cohete, entonces:

{\displaystyle \Delta v=v_{e}\ln 5=1,61v_{e}}

Con tres etapas similares más pequeñas, se tiene:

{\displaystyle \Delta v=3v_{e}\ln 5=4,83v_{e}}

y la carga útil es un 0,1% de la masa inicial.
Un cohete de una etapa a órbita, también con un 0,1% de carga útil puede tener una masa del 11% para depósitos y motores y el 88,9% de combustible. Esto da 

{\displaystyle \Delta v=v_{e}\ln(100/11,1)=2,20v_{e}}

Si el motor de una nueva etapa se enciende antes de que la etapa anterior haya caído y los motores que trabajan simultáneamente tienen un impulso específico diferente (como es muchas veces el caso en cohetes de combustible sólido y etapas líquidas), la situación es más complicada.

## Energía
En el caso ideal {\displaystyle m_{1}} es la carga útil y {\displaystyle m_{0}-m_{1}} es la masa que reacciona (que corresponde a depósitos vacíos sin masa, etc.). La energía necesaria es:

{\displaystyle {\frac {1}{2}}(m_{0}-m_{1})v_{e}^{2}}.

Esta es la energía cinética de la masa de reacción y no la energía cinética requerida por la carga, pero si {\displaystyle v_{e}}=10 km/s y la velocidad del cohete es 3 km/s, entonces la velocidad de la masa de reacción solo cambia desde 3 a 7 km/s; La energía «ahorrada» corresponde al incremento de la energía cinética específica (energía cinética por kg) para el cohete. En general:

{\displaystyle d\left({\frac {1}{2}}v^{2}\right)=vdv=vv_{e}dm/m={\frac {1}{2}}\left(v_{e}^{2}-(v-v_{e})^{2}+v^{2}\right)dm/m}

Se tiene:

{\displaystyle \Delta \epsilon =\int v\,d(\Delta v)}

donde {\displaystyle \epsilon } es la energía específica del cohete y {\displaystyle \Delta v} es una variable separada, no solo el cambio en {\displaystyle v}. En el caso de usar el cohete parar decelerar, es decir, expeler masa de reacción en la dirección de la velocidad, {\displaystyle v} es negativa.
La fórmula es para el caso ideal sin pérdidas de energía por calor, etc. Esta última causa una reducción del empuje, así que es una desventaja aun cuando el objetivo es perder energía (decelererar).
Si la energía se produce por la masa misma, como en un cohete químico, el valor del combustible tiene que ser: {\displaystyle {\frac {1}{2}}v_{e}^{2}}, donde para el valor del combustible se tiene que tomar también la masa del oxidante. Un valor típico es ve=4,5 km/s, correspondiente a 10,1 MJ/kg. La valor real es más alto pero parte de la energía se pierde en forma de calor que sale como radiación. La energía necesaria es:

{\displaystyle E={\frac {1}{2}}m_{1}\left(e^{\Delta v\ /v_{e}}-1\right)v_{e}^{2}}

Conclusiones:
- Para {\displaystyle \Delta v\ll v_{e}} se tiene {\displaystyle E\approx {\frac {1}{2}}m_{1}v_{e}\Delta v}
- Para una {\displaystyle \Delta v} dada, la energía mínima se necesita si {\displaystyle v_{e}=0,6275\Delta v}, requiriendo una energía de

{\displaystyle E=0,772m_{1}(\Delta v)^{2}}.
Empezando desde velocidad cero es el 54,4% más que la energía cinética de la carga útil. Empezando desde una velocidad que no es cero, la energía requerida puede ser "menos" que el incremento de energía cinética de la carga. Este puede ser el caso cuando la masa de reacción tiene una velocidad menor después de ser expelida que antes. Por ejemplo, desde una órbita baja de 300 km de altitud a una órbita de escape es un incremento de 29,8 MJ/kg, lo cual, usando un impulso específico de 4,5 km/s, tiene un coste neto de 20,6 MJ/kg ({\displaystyle \Delta v} = 3,20 km/s; las energías son por kg de carga útil).
Esta optimización no tiene en cuenta las masa de los diferentes tipos de cohetes.
Además, para un objetivo determinado, como por ejemplo cambiar de una órbita a otra, la {\displaystyle \Delta v} requerida dependa mucho de la velocidad a la que el motor produce {\displaystyle \Delta v} y determinadas maniobras pueden ser imposibles si esta es muy baja. Por ejemplo, un lanzamiento a LEO requiere normalmente una {\displaystyle \Delta v} de alrededor de 9,5 km/s (mayormente para conseguir la velocidad), pero si el motor pudiese producir {\displaystyle \Delta v} a una velocidad solo algo más elevada que g, sería un lanzamiento lento y requeriría una {\displaystyle \Delta v} mucho más elevada (costaría una {\displaystyle \Delta v} de 9,8 m/s cada segundo). Si la aceleración posible es {\displaystyle g} o menor, no es posible ir a órbita con ese motor.
La potencia se obtiene de

{\displaystyle P={\frac {1}{2}}mav_{e}={\frac {1}{2}}Fv_{e}}

donde {\displaystyle F} es el empuje y {\displaystyle a} es la aceleración debida a ella. Por ello, el empuje teórico posible por unidad de potencia es 2 dividido por el impulso específico en m/s. La eficiencia de empuje es el empuje real entre empuje teórico.
Si se usa energía solar se restringe {\displaystyle a}; en el caso de {\displaystyle v_{e}} elevadas, la aceleración posible es inversamente proporcional a la velocidad de escape, así que el tiempo necesario para conseguir una Δv es proporcional a {\displaystyle v_{e}}; con el 100% de eficiencia:
- para {\displaystyle \Delta v\ll v_{e}} tenemos que {\displaystyle t\approx {\frac {mv_{e}\Delta v}{2P}}}

Ejemplos:
- potencia 1000 W, masa 100 kg, {\displaystyle \Delta v}= 5 km/s, {\displaystyle v_{e}}= 16 km/s, lleva 1,5 meses.
- potencia 1000 W, masa 100 kg, {\displaystyle \Delta v}= 5 km/s, {\displaystyle v_{e}}= 50 km/s, lleva 5 meses.

Por ello, la {\displaystyle v_{e}} no puede ser demasiado alta.

## Ejemplos
Se asume un impulso específico de 4,5 km/s y una {\displaystyle \Delta v} de 9,7 km/s (Tierra a LEO).
- Un cohete de una etapa a órbita: {\displaystyle 1-e^{-9,7/4,5}} = 0,884, por ello el 88,4% de la masa total inicial será propelente. El restante 11,6% es para los motores, el tanque y la carga.

- Un cohete de dos etapas a órbita: se supone que la primera etapa da una {\displaystyle \Delta v} de 5,0 km/s; {\displaystyle 1-e^{-5,0/4,5}} = 0,671, por ello, el 67,1%. El restante es el 32,9%. Después de dejar la primera etapa, la masa será este 32,9% menos el tanque y el motor de la primera etapa. Si se asume que esto es el 8% de la masa total inicial, queda el 24,9%. La segunda etapa da una {\displaystyle \Delta v} de 4,7 km/s; {\displaystyle 1-e^{-4,7/4,5}} = 0,648, por ello, el 64,8% de la masa restante debe ser propelente, que es el 16,2%, y el 8,7% el tanque, el motor y la carga de la segunda etapa, Así que hay disponible el 16,7% para motores, tanques y carga útil.